# Bónis Éva
Bónis Éva (Budapest, 1919. január 20. – Budapest, 1999. február 12.)
régész, címzetes egyetemi tanár, az MTA doktora.

## Élete
Édesapja Bónis Pál. Apai nagyanyja Edvi Illés Auguszta, Edvi Illés Károly büntetőjogász akadémikus húga. 1944-ben kötött házasságot. Fia Baranyai Zsolt (1948–1978) matematikus.
1937-ben a Szilágyi Erzsébet Leánygimnáziumban érettségizett. A Pázmány Péter Tudományegyetemen 1942-ben szerzett bölcsészdoktori oklevelet.  A történettudományok kandidátusa fokozatot 1968-ban nyerte el, kandidátusi értekezésének címe: A gellérthegy – tabáni késővaskori telep, mely 1969-ben németül is megjelent. A Magyar Tudományos Akadémián a történettudományok doktora 1988-ban, a pannóniai agyagművesség termelési központjairól írt doktori értekezésével.

## Munkássága
Bónis Éva a Fővárosi Múzeumok Régészeti Intézetében kezd dolgozni (1940–1951). A Magyar Nemzeti Múzeumba 1951-ben kerül, ahol először tudományos munkatárs, majd az Adattár osztályvezetője (1955–1956). 1956-1962 között tudományos főmunkatárs, 1962-1987 között a Római Gyűjtemény vezetője.
1962-től az ELTE Bölcsészettudományi Kar Régészeti Tanszékén oktat, 1981-től annak címzetes egyetemi docense, később címzetes egyetemi tanár.
Magyar és külföldi tudományos társaságok tagja: 1973-tól az MTA Régészeti Bizottság Ókori Albizottságnak, 1966-tól a Német, 1975-től a bécsi Régészeti Intézetnek. A Római Kerámiakutatók Nemzetközi Egyesületének (Rei Cretariae Romanae Fautores) tagja 1957-től.
Az Archaeologiai Értesítő szerkesztője és a szerkesztőbizottság tagja (1949–1992).

## Elismerései
- 1948 Kuzsinszky Bálint-emlékérem
- 1953 Akadémiai Jutalom (Vetus Salina (Adony) római tábor leleteinek feldolgozásáért)
- 1970 Művelődésügyi Minisztérium Nívódíja
- 1976 Móra Ferenc-emlékérem
- 1978 Rómer Flóris-emlékérem
- 1993 Széchenyi István-emlékérem

## Művei
- A császárkori edényművesség termékei Pannoniában. A Terra Sigillátákon kívül. Egyetemi doktori értekezés is. Budapest, 1942.
- Üvegtechnikát utánzó poharak Aquincumban. Budapest Régiségei, 1943.
- Későrómai üvegleletek Aquincumban. Budapest Régiségei, 1945.
- A Bécsi úti kora római temető agyagedényei. Antiquitas Hungarica, 1947.
- Das frühröhmische Lager und die Wohnsiedlung von Adony. Társszerző Barkóczi László. Acta Archaeologica, 1954.
- Archäologische Funde in Ungarn. Die Kelten. Budapest, 1956.
- Császárkori halomsíros temetkezés Iváncon. Folia Archaeologica, 1958.
- Magyarország népeinek története a honfoglalás koráig. Vezető a Magyar Nemzeti Múzeum állandó kiállításához. Társszerző. Budapest, 1962 (németül is megjelent).
- A gellérthegy – tabáni késővaskori telep. Kandidátusi értekezés. Budapest, 1964. németül: 1969.
- A brigetiói sávos kerámia. Folia Archaeologica, 1970.
- Recent Results of Celtic Investigations in Hungary. Acta Archaeologica, 1972.
- A brigetiói katonaváros fazekastelepei. Folia Archaeologica, 1975.
- Pannoniai edényégető kemencék. In: Iparrégészet Magyarországon. Veszprém, 1980.
- The Archaeology of Roman Pannonia. Budapest, 1980.
- A pannoniai agyagművesség termelési központjai. MTA Doktori értekezés. Budapest, 1987.
- Fazekastelep az aquincumi polgárváros déli falánál, a Schütz-vendéglő mellett. Budapest Régiségei, 1993.